# Christel Bachmann
Christel Bachmann (* 1946 in Penzin) ist eine deutsche Malerin, Keramikerin und Graphikerin.

## Leben
Bachmann studierte Kunsterziehung an der Ernst-Moritz-Arndt-Universität Greifswald bei verschiedenen Lehrern, wie Martin Franz, Konrad Homberg und Harald Hakenbeck. Es ergaben sich Kontakte zu Otto Niemeyer-Holstein, Carl Hinrichs und Armin Münch.
Nach dem Studium arbeitete sie mehrere Jahre als Lehrerin sowie in verschiedenen anderen Berufen und übernahm die Erziehung zweier Kinder. 1979 zog sie nach Berlin und begann eine freiberufliche Tätigkeit als Malerin und Keramikerin. Sie war bis 1990 Mitglied des Verbands Bildender Künstler der DDR.
In zahlreichen Einzel- und Gruppenausstellungen ist die Kunst von Christel Bachmann vertreten. Werke von ihr befinden sich in verschiedenen öffentlichen Sammlungen. Seit 2004 führt sie eine eigene Galerie in Berlin. Christel Bachmann erstellt Gemälde in Öl- oder Acryltechnik. Dazu verwendet sie Aquarell, Tempera- oder Pastellfarben. Lithografien oder Kohlezeichnungen bilden eine grafische Ergänzung.
Thematisch stark vertreten sind Landschaftsdarstellungen – nicht selten handelt es sich um Motive, die sie direkt vor ihrer Haustür am Kienberg findet.
Mit lebhaftem Duktus werden vornehmlich Pastellfarbtöne auf die Leinwand gebracht. Der Stil ist zwischen abstrakt und gegenständlich einzuordnen.
Immer wieder ist es ihr ein Bedürfnis, soziale Themen aufzugreifen. Das sind dann Veränderungen, wie sie beispielsweise mit der Wende einhergingen. Es kann dabei um ganz persönliche Umbrüche oder Wendepunkte gehen, wie sie in  bestimmten Lebensphasen aufzutreten pflegen. Das Gemälde „Bruch II“ zeugt davon, wie ein junger Mann sich auf seinem Weg zu neuen Ufern noch einmal abrupt dem Alten zuwendet, das er zurücklässt. Essentielle Lebenskrisen, die schwierige Selbstfindung, die Phase nach der Schule, Frauenthemen, Beziehungsfragen, Alte und Junge, solche gesamtgesellschaftlich-politische relevanten Fragen bewegen die Künstlerin. „Im Land nach dem Krieg“ geht es um Eindrücke von einem Urlaub in Kroatien: Der Krieg war noch präsent durch Trümmer, Einschusslöcher an Hauswänden und einem frisch angelegten Friedhof, auf dem lauter junge Menschen beerdigt worden waren. Doch gleichzeitig wurden Hochzeiten gefeiert und die Touristen sonnten sich. Ihre Arbeiten sind voller Seele. Sie beziehen Stellung, sie wühlen auf und regen an.
Die Werke von Christel Bachmann befinden sich bundesweit in öffentlichen und privaten Sammlungen.

## Ausstellungen der jüngsten Zeit
- Christel Bachmann, „Frauenkarawane“, Galerie Pyramide, Berlin
- Christel Bachmann, „Reizende Zustände“, Kunst und Kultur im ukb, Berlin, 2013
- Christel Bachmann, „AKT“, Galerie M, Berlin, 2014
- Christel Bachmann, „KOSTBARKEITEN – Begegnungen in Berlin“, Rathaus Berlin-Marzahn, 2014
- Christel Bachmann, „Gemälde trifft Metall“, Berlin 2014/15
- Christel Bachmann, „Zeitrhythmik“, Berlin 2016
- Christel Bachmann, „IGA 2017 – meine Meinung“, Berlin 2016